# Alcaine
Alcaine è un comune spagnolo di 72 abitanti situato nella comunità autonoma dell'Aragona.